# Craige B. Champion
Craige B. Champion   (1956) és un historiador i erudit clàssic nord-americà. És professor d'història antiga a la Universitat de Syracuse des del 2017. La seva recerca i docència se centren en la història antiga grega i romana, la religió i la política a l'antiga Grècia i Roma, la historiografia grega i romana, el pensament polític grec i romà, la formació d'identitats ètniques a l'antiguitat grega i romana, la política de la cultura a l'antiga Grècia i Roma, Ciutadania i imperi a l'antiguitat grega i romana, Polibi i Tàcit.

## Biografia
Craige va néixer el 30 de juny de 1956. Va obtenir un B.A. (summa cum laude) de la College of New Jersey (1984), i un M.A. per la Universitat de Princeton (1989), don després va completar un doctorat en aquesta mateixa institució el 1993. També va estudiar grec i llatí a l'Institut llatí/grec a la Universitat de la Ciutat de Nova York el 1984 i el 1986. Ha ensenyat a la Universitat de Princeton (1990, 1992), al College of New Jersey (1991-1992), a la Lewis School and Diagnostic Center (1992-1993), a la Rutgers University (1993), al Reed College (1993-1995), l'Allegheny College (1995–2001) i la Universitat de Syracuse (des de 2001).

## Obres
- Cultural Politics in Polybius's Histories (2004)[1]
- Roman Imperialism: Readings and Sources (Editor) (2004)[1]